# Габренайте, Эгле
Эгле Габренайте (лит. Eglė Gabrėnaitė; род. 24 сентября 1950, Москва, РСФСР, СССР) — советская и литовская актриса театра и кино. Заслуженная артистка Литовской ССР (1983). Лауреат Национальной премии Литвы по культуре и искусству (2017).

## Биография
Родилась 24 сентября 1950 году в Москве в семье студентов ГИТИСа, будущих актёра Антанаса Габренаса и Заслуженной артистки Литовской ССР Геновайте Толкуте.
В 1972 году окончила актёрский факультет Литовской консерватории.
В 1972—1990 годах — актриса Литовского государственного академического театра драмы, снималась в фильмах Литовской киностудии.
С 1990 года — актриса Вильнюсского Малого театра.
В 2011 году за исполнение главной роли Васы Железновой в спектакле «Мать» по одноимённому роману Максима Горького в постановке режиссёра Кирилла Глушаева, ВВМТ была номинирована на литовскую театральную премию «Золотой сценический крест» в номинации драматическая актриса главной роли.
С 2013 года преподаёт в Литовской академии музыки и театра.

## Семья
Муж — актёр Ромуальдас Раманаускас, сын — режиссёр Рокас Раманаускас, чьей второй женой была актриса Татьяна Лютаева, внук — актёр Доминик Раманаускас.

## Награды
- Заслуженная артистка Литовской ССР (1983)
- Премия правительства Литовской Республики в области искусства (1999)
- Литовская театральная премия «Золотой сценический крест» (2010, 2016)
- Рыцарский крест Ордена Великого князя Литовского Гядиминаса (2011)
- Национальная премия Литвы по культуре и искусству (2017)

## Фильмография
- 1973 — Полуночник / Naktibalda — Эгле, классный руководитель
- 1977 — В зоне особого внимания («Мосфильм») — телефонистка
- 1977 — Чёрная берёза («Беларусьфильм») — Анна Фёдоровна
- 1977 — Осень моего детства / Mano vaikystės ruduo — Юрате, жена лесника
- 1979 — Раненая тишина / Sužeista tyla — Агне
- 1980 — Путешествие в рай / Kelionė į rojų — Марта Анкер — главная роль
- 1981 — Капли дождя / Lietaus lašai — Маргита
- 1982 — Богач, бедняк… / Turtuolis, vargšas — Кора, жена боксера Куэльса
- 1983 — Ученик дьявола / Velnio mokinys (фильм-спектакль) — Джудит Эндерсон — главная роль
- 1984 — Девять кругов падения / Devyni nuopuolio ratai — Нийоле
- 1986 — Загородная прогулка / Burulğan — Ната' — главная роль
- 1990 — Взгляд змия / Žalčio žvilgsnis — жена судьи